# Nationalpark Repovesi
Der Nationalpark Repovesi, originalsprachlich finnisch Repoveden kansallispuisto oder schwedisch Repovesi nationalpark, liegt in den Gemeinden Kouvola und Mäntyharju und ist nur wenige Stunden nordöstlich der bevölkerungsreicheren Region Helsinki im Süden Finnlands entfernt. Das Gebiet Repovesi, in dem früher intensive Forstwirtschaft betrieben wurde, hat sich erfolgreich in einen unberührten Nationalpark verwandelt. Kiefern und Birken dominieren den Park. Repovesi ist reich an Wildtieren wie Bären, Hirschen und verschiedenen Vögeln. Der Fluss Koukunjoki fließt durch den Park. Weitere Flüsse und Seen befinden sich ebenfalls innerhalb der Parkgrenzen.

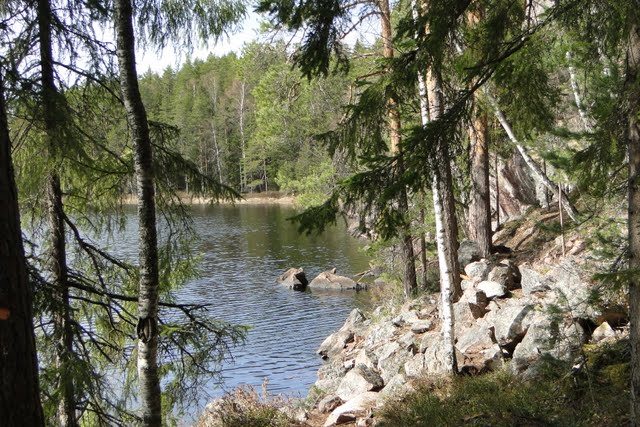
Nationalpark Repovesi

Zu den Attraktionen gehören der bei Kletterern beliebte Berg Olhavanvuori und die Wassertaxiroute Kultareitti. Ebenfalls im Park liegen die Bucht Kuutinlahti mit ihren restaurierten Holzflößerkanälen, die Hängebrücke über den Sund Lapinsalmi und zahlreiche Aussichtstürme.
Zur Tierwelt des Parks gehören der Sterntaucher, der Eurasische Luchs, der Elch, zahlreiche Eulen und verschiedene Hühnervögel.